# Gran Premi del Japó del 2019
El Gran Premi del Japó de Fórmula 1 de la temporada 2019 s'ha disputat al Circuit de Suzuka, de l'11 d'octubre al 13 d'octubre del 2019. La cursa marca el sisè títol de constructors per a l'equip Mercedes AMG.

## Qualificació
La qualificació fou ajornada fins diumenge a causa del tifó Hagibis i va ser realitzat en el dia 13 d'octubre.
| Pos                  | No | Pilot              | Constructor           | Part 1    | Part 2   | Part 3   | Sortida |
| -------------------- | -- | ------------------ | --------------------- | --------- | -------- | -------- | ------- |
| 1                    | 5  | Sebastian Vettel   | Ferrari               | 1:28.988  | 1:28.174 | 1:27.064 | 1       |
| 2                    | 16 | Charles Leclerc    | Ferrari               | 1:28.405  | 1:28.179 | 1:27.253 | 2       |
| 3                    | 77 | Valtteri Bottas    | Mercedes              | 1:28.896  | 1:27.688 | 1:27.293 | 3       |
| 4                    | 44 | Lewis Hamilton     | Mercedes              | 1:28.735  | 1:27.826 | 1:27.302 | 4       |
| 5                    | 23 | Alexander Albon    | Red Bull-Honda        | 1:29.351  | 1:28.156 | 1:27.851 | 5       |
| 6                    | 33 | Max Verstappen     | Red Bull-Honda        | 1:28.754  | 1:28.499 | 1:27.851 | 6       |
| 7                    | 55 | Carlos Sainz Jr.   | McLaren-Renault       | 1:29.018  | 1:28.577 | 1:28.304 | 7       |
| 8                    | 4  | Lando Norris       | McLaren-Renault       | 1:28.873  | 1:28.571 | 1:28.464 | 8       |
| 9                    | 10 | Pierre Gasly       | Toro Rosso-Honda      | 1:29.411  | 1:28.779 | 1:28.836 | 9       |
| 10                   | 8  | Romain Grosjean    | Haas-Ferrari          | 1:29.572  | 1:29.144 | 1:29.341 | 10      |
| 11                   | 99 | Antonio Giovinazzi | Alfa Romeo-Ferrari    | 1:29.604  | 1:29.254 |          | 11      |
| 12                   | 18 | Lance Stroll       | Racing Point-Mercedes | 1:29.594  | 1:29.345 |          | 12      |
| 13                   | 7  | Kimi Räikkönen     | Alfa Romeo-Ferrari    | 1:29.636  | 1:29.358 |          | 13      |
| 14                   | 26 | Daniïl Kviat       | Toro Rosso-Honda      | 1:29.723  | 1:29.563 |          | 14      |
| 15                   | 27 | Nico Hülkenberg    | Renault               | 1:29.619  | 1:30.112 |          | 15      |
| 16                   | 3  | Daniel Ricciardo   | Renault               | 1:29.822  |          |          | 16      |
| 17                   | 11 | Sergio Pérez       | Racing Point-Mercedes | 1:30.344  |          |          | 17      |
| 18                   | 63 | George Russell     | Williams-Mercedes     | 1:30.364  |          |          | 18      |
| 107% Temps: 1:34.593 |    |                    |                       |           |          |          |         |
| 19                   | 20 | Kevin Magnussen    | Haas-Ferrari          | Sin temps |          |          |         |
| 20                   | 88 | Robert Kubica      | Williams-Mercedes     | Sin temps |          |          |         |
| Font:                |    |                    |                       |           |          |          |         |

Notes

## Resultats de la Cursa
La cursa va ser realitzat en el dia 13 d'octubre.
| Pos                                                               | No | Pilot              | Constructor           | Voltes | Temps / Retirada | Pos.Sortida | Punts |
| ----------------------------------------------------------------- | -- | ------------------ | --------------------- | ------ | ---------------- | ----------- | ----- |
| 1                                                                 | 77 | Valtteri Bottas    | Mercedes              | 52     | 1:21:46.755      | 3           | 25    |
| 2                                                                 | 5  | Sebastian Vettel   | Ferrari               | 52     | +13.343          | 1           | 18    |
| 3                                                                 | 44 | Lewis Hamilton     | Mercedes              | 52     | +13.858          | 4           | 15+11 |
| 4                                                                 | 23 | Alexander Albon    | Red Bull-Honda        | 52     | +59.537          | 5           | 12    |
| 5                                                                 | 55 | Carlos Sainz Jr.   | McLaren-Renault       | 52     | +1:09.101        | 7           | 10    |
| 6                                                                 | 3  | Daniel Ricciardo   | Renault               | 51     | +1 volta         | 16          | 8     |
| 7                                                                 | 16 | Charles Leclerc    | Ferrari               | 51     | +1 volta         | 2           | 6     |
| 8                                                                 | 10 | Pierre Gasly       | Toro Rosso-Honda      | 51     | +1 volta         | 9           | 4     |
| 9                                                                 | 11 | Sergio Pérez       | Racing Point-Mercedes | 51     | +1 volta         | 17          | 2     |
| 10                                                                | 27 | Nico Hülkenberg    | Renault               | 51     | +1 volta         | 15          | 1     |
| 11                                                                | 18 | Lance Stroll       | Racing Point-Mercedes | 51     | +1 volta         | 12          |       |
| 12                                                                | 26 | Daniïl Kviat       | Toro Rosso-Honda      | 51     | +1 volta         | 14          |       |
| 13                                                                | 4  | Lando Norris       | McLaren-Renault       | 51     | +1 volta         | 8           |       |
| 14                                                                | 7  | Kimi Räikkönen     | Alfa Romeo-Ferrari    | 51     | +1 volta         | 13          |       |
| 15                                                                | 8  | Romain Grosjean    | Haas-Ferrari          | 51     | +1 volta         | 10          |       |
| 16                                                                | 99 | Antonio Giovinazzi | Alfa Romeo-Ferrari    | 51     | +1 volta         | 11          |       |
| 17                                                                | 20 | Kevin Magnussen    | Haas-Ferrari          | 51     | +1 volta         | 19          |       |
| 18                                                                | 63 | George Russell     | Williams-Mercedes     | 50     | +2 voltes        | 18          |       |
| 19                                                                | 88 | Robert Kubica      | Williams-Mercedes     | 50     | +2 voltes        | PL          |       |
| Ret                                                               | 33 | Max Verstappen     | Red Bull-Honda        | 6      | Col·lisió        | 6           |       |
| Volta ràpida: Lewis Hamilton (Mercedes) — 1:30.983 (en el lap 45) |    |                    |                       |        |                  |             |       |
| Font:                                                             |    |                    |                       |        |                  |             |       |

## Classificació després de la Cursa
| Pos. | Pilot            | Punts | Canvis |
| ---- | ---------------- | ----- | ------ |
| 1    | Lewis Hamilton   | 338   | =      |
| 2    | Valtteri Bottas  | 274   | =      |
| 3    | Charles Leclerc  | 221   | =      |
| 4    | Max Verstappen   | 212   | =      |
| 5    | Sebastian Vettel | 212   | =      |

| Pos. | Constructor     | Punts | Canvis |
| ---- | --------------- | ----- | ------ |
| 1    | Mercedes        | 612   | =      |
| 2    | Ferrari         | 435   | =      |
| 3    | Red Bull-Honda  | 323   | =      |
| 4    | McLaren-Renault | 111   | =      |
| 5    | Renault         | 75    | =      |